# Orgilinae
Orgilinae (лат.) — подсемейство стебельчатобрюхих перепончатокрылых семейства браконид.

## Описание
Задняя голень на вершине около шпор с несколькими шипами. Второй отросток радиальной жилки обычно более или менее прямой. Затылочный валик дорсально редуцирован. Заднее скульптированное вдавления щитка не выражено.

## Экология
Представители — эндопаразиты гусениц чешуекрылых.